# Liste der Kulturgüter in Homberg
Die Liste der Kulturgüter in Homberg enthält alle Objekte in der Gemeinde Homberg im Kanton Bern, die gemäss der Haager Konvention zum Schutz von Kulturgut bei bewaffneten Konflikten, dem Bundesgesetz vom 20. Juni 2014 über den Schutz der Kulturgüter bei bewaffneten Konflikten sowie der Verordnung vom 29. Oktober 2014 über den Schutz der Kulturgüter bei bewaffneten Konflikten unter Schutz stehen.
Es sind weder A-Objekte noch B-Objekte auf dem Gemeindegebiet ausgewiesen, Objekte der Kategorie C fehlen zurzeit (Stand: 25. Februar 2024). Unter übrige Baudenkmäler sind Objekte zu finden, die im Bauinventar des Kantons Bern als «schützenswert» verzeichnet sind.

## Übrige Baudenkmäler
Hinweis: Als Objekt-Identifikator (ID) wird die Grundstücksnummer verwendet.
| ID  | Foto |                 | Objekt                       | Typ | Standort                       | Beschreibung |
| --- | ---- | --------------- | ---------------------------- | --- | ------------------------------ | ------------ |
| 34  | BW   | Datei hochladen | Bauernhaus (1505)            | G   | Wittiwil 58 617597 / 181075    |              |
| 37  | BW   | Datei hochladen | Speicher (1641)              | G   | Wolfbach 5a 619335 / 179802    |              |
| 60  | BW   | Datei hochladen | Ehemaliger Speicher (1795)   | G   | Schwendi 17a 619497 / 180631   |              |
| 64  | BW   | Datei hochladen | Speicher (2. Hälfte 18. Jh.) | G   | Enzenbühl 26a 618829 / 180131  |              |
| 86  | BW   | Datei hochladen | Bauernhaus (um 1800)         | G   | Dreiligasse 15 618066 / 180283 |              |
| 160 | BW   | Datei hochladen | Stöckli (1832)               | G   | Dreili 39b 617805 / 180286     |              |
| 190 | BW   | Datei hochladen | Stöckli (1816/17)            | G   | Wittiwil 80a 617428 / 181227   |              |
| 224 | BW   | Datei hochladen | Speicher (1652)              | G   | Schlatt 50a 618534 / 180929    |              |
| 248 | BW   | Datei hochladen | Bauernhaus (1797)            | G   | Bödeli 37 618125 / 180155      |              |

Hinweis zur Legende: Anstelle der KGS-Nummer wird als Objekt-Identifikator (ID) die Grundstücksnummer verwendet.